# David Belliard
David Belliard (sinh ngày 29 tháng 5 năm 1978) là một chính khách người Pháp. Ông là lãnh đạo đảng Xanh trong Hội đồng Paris. Ông đang ứng cử thị trưởng Paris trong bầu cử năm 2020, sau khi giành được đề cử của Đảng Xanh qua Julien Bayou vào tháng 6 năm 2019.

## Tuổi thơ
Belliard sinh ngày 29 tháng 5 năm 1978 tại La Teste-de-Buch, và sau đó được nuôi dưỡng ở Augicourt, gần Vesoul, vùng nông thôn nước Pháp, trong một gia đình thuộc tầng lớp lao động. Cha ông là một thợ hồ và mẹ ông là một phụ nữ dọn dẹp. Cho đến ngày nay, Belliard tự coi mình là "con trai của vô sản".
Sau khi học tại Nancy, ông học tại EdHEC, một trường kinh doanh ở Lille, vay tiền và làm việc để tài trợ cho việc học của mình.
Sau một kinh nghiệm đầu tiên với tư cách là một nhà tư vấn, mà ông từ chối là "không kết luận", ông đã đến Paris vào năm 2000 để làm việc với tư cách là một nhà báo cho Alternatives Économiques, ông tiếp tục làm việc ở đó bán thời gian, sau khi ông được bầu vào Hội đồng thị trấn trong bầu cử thành phố 2014.

## Hoạt động
David Belliard, người đồng tính công khai, đã trở thành Phó Tổng Giám đốc của Sidaction năm 2008.

## Chính trị
David Belliard tham gia Đảng Xanh năm 2002 và ông đã là một thành viên tích cực kể từ đó. Ông đã đóng một vai trò trong chiến dịch tranh cử năm 2009 cho Nghị viện châu Âu và trong việc chuyển đổi "Greens" thành "Châu Âu-Écology". Ông được bầu vào Hội đồng thị trấn Paris và là Ủy viên Hội đồng quản trị Paris quận 11 trong cuộc bầu cử năm 2014. Ông cũng là một cố vấn đô thị kể từ khi thành lập Metropole du Grand Paris vào tháng 12 năm 2015.
Vào tháng 3 năm 2019, Belliard tuyên bố ông muốn ứng cử thị trưởng với tư cách là ứng cử viên đảng Xanh trong bầu cử thành phố năm 2020. Ông đã giành được đề cử vào ngày 1 tháng 6 năm 2019 bằng 49,61% phiếu bầu của đảng.
Vào ngày 11 tháng 2 năm 2020, David Belliard cho biết ông "hiểu được sự bạo lực" của các nhà hoạt động sinh thái đã xâm chiếm và đập phá trụ sở của BlackRock tại Paris.

## Sách
- Nous ne sommes pas coupables d’être malades, avec Alix Béranger, éditions Petits matins, 2010[15]
- Notre santé est-elle à vendre ?, éditions Textuel, 2012[16]
- Paris, rêve de gosse, 2020[17]